# Eva Salqvist
Eva Salqvist, född 1966 i Ånäset i Nysätra församling, är en svensk författare och förskollärare.

## Biografi
Salqvist är utbildad förskollärare samt fil. kand. i medie- och kommunikationsvetenskap och arbetar som lekterapeut vid Norrlands universitetssjukhus.
Hon debuterade som författare 2009 med ungdomsboken Maja söker Noa och har därefter gett ut flera böcker i denna genre.

### Rex och Rut
- 2016 – Salqvist, Eva; Henson David. Sjukhustjuven. Lerum: Idus. Libris 19370394. ISBN 9789175773773
- 2016 – Salqvist, Eva; Salqvist Eva (2016). Källarmonstret [Elektronisk resurs]. Ordpyssel i Umeå. Libris 19893340. ISBN 9789163907852
- 2017 – Salqvist, Eva; Henson David. Spöket i väggen. [Lerum]: Idus förlag. Libris 20885705. ISBN 9789175775395
- 2019 – Salqvist, Eva; Henson David. Vampyren. [Lerum]: Idus förlag. Libris nzr61z92lgfkr718. ISBN 9789188964472

- 2020 – Salqvist, Eva; Henson David. Den magiska väskan. Lerum: Idus förlag. Libris 5hf9wnpt3683mz4d. ISBN 9789189147027

### Manus till TV
- 2022-2023 – Manus till TV-serie på SVT Barnkanalen: Ricki Ripa möter (12 avsnitt översatt till  8 minoritetsspråk)